# Liste der Kulturdenkmale in Wüstenrot
In der Liste der Kulturdenkmale in Wüstenrot sind Bau- und Kunstdenkmale der Gemeinde Wüstenrot verzeichnet, die im „Verzeichnis der unbeweglichen Bau- und Kunstdenkmale und der zu prüfenden Objekte“ des Landesamts für Denkmalpflege Baden-Württemberg verzeichnet sind. Dieses Verzeichnis ist nicht öffentlich und kann nur bei „berechtigtem Interesse“ eingesehen werden. Die folgende Liste ist daher nicht vollständig.

## Finsterrot
| Bild | Bezeichnung           | Lage                                                   | Datierung | Beschreibung | ID |
| ---- | --------------------- | ------------------------------------------------------ | --------- | --- | -- |
|      | Evang. Kirche         | Finsterrot, Wendel-Hipler-Weg 4 (Karte)                | 1981      | Kirchenneubau von 1981 an der Stelle einer älteren Kirche, die aus einem 1857 umgebauten Schul- und Rathaus entstanden war. Vom Vorgängerbau hat man zwei Glasfenster von 1957 von W. Scheib sowie eine bei Joh. Georg Lösch in Morsbach 1783 gegossene Glocke übernommen. Die alte Glocke wurde bei einem Brand 2002 beschädigt und befindet sich seitdem neben dem Glockenturm. |    |
|      | Gasthaus zum Waldhorn | Finsterrot, Alte Straße 7 (Karte)                      | 17. Jh.   | Zweigeschossiger Fachwerkbau auf massivem Sockel, mit nördlichem, auf Holzsäulen gestütztem Vorbau zur Alten Straße hin. Seitdem die Straßenführung 1853 verändert wurde, ist das Haus nach Süden hin orientiert. |    |
|      | Brunnen               | Finsterrot, Alte Straße (gegenüber Haus Nr. 7) (Karte) | 1731/56   | Steinerner Galgenbrunnen, bekrönt mit dem Wappen derer von Olnhausen, am Aufsatzrand bezeichnet 1731, am Schlussstein bezeichnet 1756. |    |
|      | Friedhof              | Finsterrot, Gustav-Vogelmann-Straße (Karte)            | 1676      | Friedhofsmauer teils noch mit altem Sandsteinquader-Mauerwerk auf Nord- und Ostseite. Hohes altes Tor mit Segmentbogen. |    |

## Maienfels
| Bild           | Bezeichnung               | Lage                                         | Datierung         | Beschreibung | ID |
| -------------- | ------------------------- | -------------------------------------------- | ----------------- | --- | -- |
|                | Alte Schule               | Maienfels, Hohenloher Straße 8 (Karte)       |                   | [ 2 ] | BW |
| Weitere Bilder | Evang. Pfarrkirche        | Maienfels, Im Burgfrieden 3 (Karte)          | 1433/1613/1914/15 | Rechteckbau mit dreiseitigem Ostschluss, der 1613 durch Umbau einer älteren Kapelle von 1433 entstand. Ihre heutige Gestalt mit Elementen des Jugendstils erhielt die Kirche durch einen Umbau von 1914/15. |    |
|                | Stadtmauer                | Maienfels, Im Burgfrieden/Presteneck (Karte) |                   | Reste der Ortsbefestigung, auf der mehrere Gebäude aufsitzen. | BW |
|                | Ehem. Gasthaus zum Hirsch | Maienfels, Im Burgfrieden 4 (Karte)          | 1. Hälfte 19. Jh. | Verputztes Fachwerkhaus, das auf der Stadtmauer aufsitzt. Der Sockelbereich wurde 1914/15 während des Kirchenumbaus straßenseitig freigelegt. | BW |
|                | Fachwerkscheuer           | Maienfels, Im Burgfrieden 4/A (Karte)        | um 1700           | Fachwerkbau mit Satteldach, sitzt auf der Stadtmauer auf. | BW |
|                | Ehem. Rathaus             | Maienfels, Im Burgfrieden 8 (Karte)          | 1825/1912         | Traufseitig auf der Stadtmauer aufsitzendes zweigeschossiges Gebäude mit Halbwalmdach und Zwerchhaus. Das Gebäude wurde 1825 als Schulhaus erbaut und 1912 zum Rathaus umgebaut, wobei damals auch das Zwerchhaus angefügt wurde. Das Haus ist seit 1989 in Privatbesitz und wurde 1990/94 saniert. |    |
|                | Altes Pfarrhaus           | Maienfels, Im Burgfrieden 14 (Karte)         | 1820              | Eingeschossiger Fachwerkbau mit Satteldach | BW |
| Weitere Bilder | Burg Maienfels            | Maienfels, Im Burgfrieden 15 (Karte)         | 13. Jh.           | Hochmittelalterliche Burg, 1302 erstmals erwähnt, 1441 geschleift, 1464 wiederaufgebaut. In der Burg zur Bergseite durch eine von einem Halsgraben abgeschnittene Vorburg geschützten Kernburg sind noch hochmittelalterliche Buckelquader verbaut. Ihre heutige Form erhielt die Burg durch Baumaßnahmen des 16. und des 18. Jhds. Die Freiherren von Gemmingen hatten ab etwa 1500 Besitzanteile in Maienfels und konnten die Burg im 18. Jahrhundert ganz erwerben, die Anlage befindet sich bis heute im Familienbesitz. |    |
|                | Ehem. Neues Schulhaus     | Maienfels, Wendelshälden 8 (Karte)           | 1912              | Wurde als Ersatz für das 1912 zum Rathaus umgebauten alte Schulhaus erbaut und diente als Schulgebäude für die Orte Maienfels und Brettach. Seit 1981 in Privatbesitz. | BW |
|                | Friedhof                  | Busch (Karte)                                |                   | Früh belegter Friedhof mit Ummauerung aus dem frühen 18. Jh. ohne nennenswerte Grabstellen. | BW |
|                | Bauernhaus                | Kreuzle, Bretzfelder Straße 15 (Karte)       | 1851              | Einhaus mit verputztem Fachwerk-Obergeschoss auf gemauertem Sockel. An einem Türsturz bezeichnet 1851, das separate Back- und Waschhaus ist am Türsturz bezeichnet 1876. |    |
|                | Jägerhaus                 | Kreuzle, Bretzfelder Straße 1–3              | 1761/1810         | Ehemaliges Forsthaus der Freiherren von Gemmingen mit Zehntscheuer. Zweigeschossiger Bau mit massivem Sockel, Krüppelwalmdach und Dachreiter. Nordöstlich an das Gebäude ist im rechten Winkel die Zehntscheuer von 1784 angebaut. |    |
|                | Bauernhaus                | Schweizerhof, Schweizerhof 11 (Karte)        | 1805              | [ 1 ] | BW |

## Neuhütten
| Bild           | Bezeichnung                                | Lage                                             | Datierung               | Beschreibung | ID |
| -------------- | ------------------------------------------ | ------------------------------------------------ | ----------------------- | --- | -- |
|                | Backhaus                                   | Neuhütten, Am Gassensee 2 (Karte)                | um 1850                 | Geschützt nach § 2 DSchG |    |
|                | Wohnstallhaus Bärenbronner Weg 2           | Neuhütten, Bärenbronner Weg 2 (Karte)            | 19. Jahrhundert         | Erhaltenswertes Gebäude | BW |
|                | Ehem. Schulhaus                            | Neuhütten, Frankenstraße 8 (Karte)               | 1872                    | In Anlehnung an die Architektur des Pfarrhauses 1872 nach Plänen von Louis Stahl erbaut. |    |
| Weitere Bilder | Evang. Pfarrkirche                         | Neuhütten, Frankenstraße 10 (Karte)              | 1862/63                 | Erbaut 1862/63 nach Plänen von Albert Barth. Die Kirche ist sowohl innen wie außen im Wesentlichen noch in ihrer ursprünglichen Gestalt erhalten. Geschützt nach § 2 DSchG |    |
|                | Evang. Pfarrhaus                           | Neuhütten, Frankenstraße 12 (Karte)              | 1863/64                 | Zweigeschossiger Bau mit Satteldach, in direkter Nachbarschaft zur Kirche nach Plänen von Albert Barth errichtet. |    |
|                | Fabrikgebäude                              | Neuhütten, Frankenstraße 31 (Karte)              | 1928                    | Prüffall |    |
|                | Gefallenendenkmal                          | Neuhütten, Friedhofstraße (Flstnr. 1060) (Karte) | um 1928                 | Gefallenendenkmal WK I mit Pieta, 1955 ergänzt für die Toten des WK II. Geschützt nach § 2 DSchG |    |
|                | Friedhof                                   | Neuhütten, Friedhofstraße/Frankenstraße (Karte)  | 1860                    | Seit der Anlage 1860 mehrfach erweitert. Bemerkenswerte Objekte sind das Kriegerdenkmal für die Gefallenen des Ersten Weltkriegs von 1928 sowie der beim Bau der Neuhüttener Kirche 1863 herabgestürzte Schlussstein der Kirche, der den Maurer Johann Karl Wieland erschlagen hat und danach dessen Grabstein wurde. |    |
|                | Scheune Glashüttenstraße 10                | Neuhütten, Glashüttenstraße 10 (Karte)           | 19. Jahrhundert         | Erhaltenswertes Gebäude | BW |
|                | Scheunen Glashüttenstraße 15/17            | Neuhütten, Glashüttenstraße 15/17 (Karte)        | 19. Jahrhundert         | Erhaltenswerte Gebäude | BW |
|                | Ehem. Hütthaus                             | Neuhütten, Glashüttenstraße 21 (Karte)           | um 1600                 | Zweigeschossiges Gebäude mit Fachwerkgiebel, erbaut um 1600, einst Wohnung des Hüttmeisters. Geschützt nach § 2 DSchG |    |
|                | Gasthaus zur Sonne                         | Neuhütten, Marktplatz 3 (Karte)                  | frühes 19. Jh.          | Zweigeschossiges verschindeltes Fachwerkhaus mit massivem Kellersockel. Die Ortsanalyse bewertet das Objekt als Prüffall |    |
|                | Doppel- bzw. Kleinhaus Öhringer Straße 6/8 | Neuhütten, Öhringer Straße 6/8 (Karte)           | 19. Jahrhundert         | Erhaltenswertes Gebäude | BW |
|                | Wohnstallhaus Rathausstraße 26             | Neuhütten, Rathausstraße 26 (Karte)              | 19. Jahrhundert         | Das verputzte Fachwerkhaus eines größeren bäuerlichen Anwesens ist ein erhaltenswertes Gebäude. Daneben ist die Hofpflasterung als Beispiel für eine selten erhaltene historische Hofpflasterung hervorzuheben. | BW |
|                | Wohnhaus Rathausstraße 32                  | Neuhütten, Rathausstraße 32 (Karte)              | frühes 20. Jahrhundert  | Erhaltenswertes Gebäude | BW |
|                | Handwerkerhaus                             | Neuhütten, Rathausstraße 62 (Karte)              | 16./17. Jahrhundert     | Geschützt nach § 2 DSchG | BW |
|                | Haus Schmidgall                            | Neuhütten, Seewiesenweg 2 (Karte)                | 1893                    | Prüffall | BW |
|                | Sühnekreuz                                 | Neuhütten, Flstnr. 38 (Karte)                    | ca. 16./17. Jahrhundert | Sühnekreuz, neuaufgestellt (ehem. beim Plapphof), Sandstein Geschützt nach § 2 DSchG | BW |

## Neulautern
| Bild           | Bezeichnung                  | Lage                                        | Datierung | Beschreibung | ID |
| -------------- | ---------------------------- | ------------------------------------------- | --------- | --- | -- |
| Weitere Bilder | Evang. Pfarrkirche           | Neulautern, Sulzbacher Straße 21 (Karte)    | 1865/67   | Erbaut 1865/67 nach Plänen von Albert Barth. Die Ausstattung wurde 1971/72 erneuert. |    |
|                | Evang. Pfarrhaus             | Neulautern, Sulzbacher Straße 23 (Karte)    | 1865/66   | Sandsteinquaderbau mit Satteldach, erbaut nach Plänen von Albert Barth. |    |
|                | Altes Schul- und Rathaus     | Neulautern, Sulzbacher Straße 5 (Karte)     | 1838/1930 | Zweigeschossiger verputzter Fachwerkbau mit Satteldach. Erbaut 1838, umgebaut 1930, seit 1975 als Bürgerhaus genutzt, 1978 umfassend renoviert. |    |
|                | Gasthaus zum Löwen           | Neulautern, Heilbronner Straße 1 (Karte)    | 1782      | Zweigeschossiges Fachwerkgebäude mit massivem Sockel, Satteldach und Doppelzwerchhaus. Erbaut 1782 als Hütthaus, 1807 an den Löwenwirt verkauft und 1898 zu seiner heutigen Gestalt erweitert. |    |
|                | Kleinbauernhaus              | Neulautern, Langes Eck 24 (Karte)           | um 1800   | Zweigeschossiges Wohnstallhaus mit Satteldach, nicht unterkellert. Am Haus befindet sich die so genannte Hungertafel, die die Preissteigerung von 1772 bis 1817 aufzeigt. |    |
|                | Ehem. Fabrikanlage Lautertal | Neulautern, Sulzbacher Straße 90–92 (Karte) | 1850      | Mit staatlicher Unterstützung 1850 als Steingutfabrik eröffnet, später dann mechanische Weberei, um 1900 als Luftkurhaus genutzt, von 1906 an längere Zeit Zigarrenfabrik, ab 1951 Möbellager und seit 1975 in Privatbesitz. Neben dem zweigeschossigen Hauptgebäude in Fachwerkbauweise mit Satteldach und zwerchhausartigem dreigeschossigen Mittelflügel sind mehrere in ähnlicher Bauart errichtete Nebengebäude (Stallgebäude, Portierhaus, Teehaus, Tabaktrockenturm) erhalten. |    |

## Wüstenrot
| Bild           | Bezeichnung                                            | Lage                                          | Datierung          | Beschreibung | ID |
| -------------- | ------------------------------------------------------ | --------------------------------------------- | ------------------ | --- | -- |
| Weitere Bilder | Kilianskirche                                          | Wüstenrot, Hauptstraße 7 (Karte)              | 1732/34            | Evangelische Pfarrkirche. Erbaut in ihrer heutigen Form 1732/34 unter Einbeziehung älterer Bauteile. |    |
|                | Evang. Pfarrhaus                                       | Wüstenrot, Hauptstraße 12 (Karte)             | 1895               | Zweigeschossiger Fachwerkbau mit massivem Erdgeschoss, verschindeltem Fachwerkaufbau und Krüppelwalmdach. 1994 renoviert nach Plänen des Heilbronner Architekten Lothar Kohler. Der Vorgängerbau war das Geburtshaus des Nervenarztes Ernst Kretschmer (1888–1964). |    |
|                | Altes Rathaus                                          | Wüstenrot, Hauptstraße 11 (Karte)             | 1780               | Zweigeschossiger Fachwerkbau mit Halbwalmdach und Dachreiter, erbaut 1780 als Schul- und Rathaus. 1997/98 umfassend saniert, wobei das konstruktive Fachwerk seine ursprüngliche weiße Fassung erhielt. Das Gebäude wird als Bürgerhaus und Museum genutzt.         |    |
|                | Altes Forsthaus                                        | Wüstenrot, Hauptstraße 13 (Karte)             | 18. Jh.            | Zweigeschossiger giebelständiger verputzter Fachwerkbau, im Kern aus dem 18. Jh. |    |
|                | Gasthaus zum Löwen                                     | Wüstenrot, Hauptstraße 9 (Karte)              | 2. Drittel 18. Jh. | Zweigeschossiger Bau mit Halbwalmdach, wie das benachbarte Alte Rathaus im späten 18. Jh. erbaut. |    |
|                | Ehem. Gasthaus zum Hirsch                              | Wüstenrot, Hauptstraße 14 (Karte)             | 17. Jh.            | Zweigeschossiger verputzter Fachwerkbau mit Walmdach auf hohem massiven Sockel. Im Kern aus dem 17. Jh., jedoch später stark umgebaut. |    |
|                | Georg-Kropp-Haus                                       | Wüstenrot, Haller Straße 3 (Karte)            | 18. Jh.            | Stammhaus der Wüstenrot Bausparkasse. Im Kern aus dem 18. Jh., in der Mitte des 19. Jhds. aufgestockt und straßenseitig verklinkert. Das Gebäude wurde 1995/96 renoviert.                                                                                           |    |
|                | Fachwerkhaus                                           | Wüstenrot, Schmalzberg 1 (Karte)              | 1797               | Wohnstallhaus in Hanglage mit hohem massivem Sockel, am südöstlichen Eckpfosten bezeichnet 1797. |    |
|                | Ehem. Villa Rettich                                    | Wüstenrot, Kroppstraße 14 (Karte)             | 1926               | Eingeschossiger Bau mit Krüppel-Mansarddach. Erbaut nach Plänen von Baumeister Fr. Oberst für den Gemeindepfleger Carl Friedrich Rettich. |    |
|                | Georg-Kropp-Schule                                     | Wüstenrot, Löwensteiner Straße 14 (Karte)     |                    | [ 2 ] | BW |
|                | Ehem. Villa Kropp                                      | Wüstenrot, Löwensteiner Straße 48 (Karte)     | 1926/27            | Nach Plänen des Stuttgarter Architekten Gustav Daucher 1926/27 erbautes Holzhaus für den Bausparkassengründer Georg Kropp, der in diesem Haus 1943 auch verstarb.                                                                                                   |    |
|                | Ehem. Haus Ankele                                      | Wüstenrot, Wellingtonienstraße 31 (Karte)     | 1926/27            | Ehemaliges Wohnhaus des Bausparkassen-Mitbegründers Robert Ankele (1874–1959), Holzhaus innerhalb eines großen Parkgrundstücks. |    |
| Weitere Bilder | Friedhof Wüstenrot                                     | Wüstenrot, Haldenweg (Karte)                  | 2. Hälfte 18. Jh.  | Als bemerkenswerte Grabdenkmale gelten die Geroldssäule für den Stabs-Amtmann in Böhringsweiler, Gottlob Gerold (1748–1814), und das als Ehrengrab unterhaltene Familiengrab des Bausparkassen-Gründers Georg Kropp (1865–1943).                                    |    |
|                | Silberstollen „Soldatenglück“ und „Unverhofftes Glück“ | Wüstenrot, Gewann Pfaffenklinge               | 1722               | Überreste erfolgloser Grabungen nach Silber zwischen Wüstenrot und Stangenbach. |    |
|                | Altes Schulhaus                                        | Stangenbach, Schmellenhöfer Straße 22 (Karte) | 1909/10            | Zweigeschossiger Bau mit Walmdach, Glockentürmchen und Spitzgaube mit Uhrblatt. Erbaut 1909/10, seit 1980 als Kindergarten genutzt. |    |